# Menyom
Menyom (aussi Menyum) est une localité du Cameroun, située dans l'arrondissement de Tombel, le département de Koupé-Manengouba et la Région du Sud-Ouest.

## Population
Lors du recensement national de 2005, Menyom comptait 116 habitants.

## Communication
Menyom est sur la liste des localités ayant un accès difficile aux postes et télécommunications.